# Жирославлє
Жирославлє (хорв. Žiroslavlje) — населений пункт у Хорватії, у Вировитицько-Подравській жупанії у складі громади Сухополє.

## Населення
Населення за даними перепису 2011 року становило 74 осіб.
Динаміка чисельності населення поселення:

## Клімат
Середня річна температура становить 11,49 °C, середня максимальна – 25,98 °C, а середня мінімальна – -5,34 °C. Середня річна кількість опадів – 755 мм.
| Клімат поселення                              | Клімат поселення | Клімат поселення | Клімат поселення | Клімат поселення | Клімат поселення | Клімат поселення | Клімат поселення | Клімат поселення | Клімат поселення | Клімат поселення | Клімат поселення | Клімат поселення | Клімат поселення |
| Показник                                      | Січ.             | Лют.             | Бер.             | Квіт.            | Трав.            | Черв.            | Лип.             | Серп.            | Вер.             | Жовт.            | Лист.            | Груд.            |                  |
| Середній максимум, °C                         | 6,15             | 8,12             | 12,76            | 17,33            | 22,86            | 25,98            | 25,37            | 24,75            | 20,29            | 15,14            | 9,52             | 5,10             |                  |
| Середня температура, °C                       | 0,41             | 2,38             | 6,99             | 11,58            | 17,12            | 20,24            | 21,86            | 21,25            | 16,80            | 11,62            | 6,00             | 1,60             |                  |
| Середній мінімум, °C                          | −5,34            | −3,38            | 1,25             | 5,83             | 11,38            | 14,48            | 18,35            | 17,74            | 13,26            | 8,14             | 2,51             | −1,92            |                  |
| Норма опадів, мм                              | 45               | 40               | 46               | 59               | 73               | 90               | 71               | 74               | 62               | 65               | 74               | 56               |                  |
| Середньомісячна швидкість вітру, м/с          | 2.20             | 2.42             | 2.76             | 2.63             | 2.40             | 2.20             | 2.10             | 1.90             | 1.96             | 2.00             | 2.13             | 2.20             |                  |
| Середньомісячна сонячна радіація, кДж/м²·день | 4101             | 6872             | 10782            | 15272            | 19303            | 21413            | 22169            | 19786            | 14622            | 9015             | 4633             | 3431             |                  |
| --------------------------------------------- | ---------------- | ---------------- | ---------------- | ---------------- | ---------------- | ---------------- | ---------------- | ---------------- | ---------------- | ---------------- | ---------------- | ---------------- | ---------------- |
| Джерело:                                      |                  |                  |                  |                  |                  |                  |                  |                  |                  |                  |                  |                  |                  |